# Енді Бородов
Ендрю Марк «Енді» Бородов (англ. Andrew Mark «Andy» Borodow; нар. 16 вересня 1969, Монреаль, Квебек) — канадський борець вільного та греко-римського стилів, дворазовий срібний та бронзовий призер Панамериканських чемпіонатів з вільної боротьби, дворазовий срібний та бронзовий призер Панамериканських чемпіонатів з греко-римської боротьби, срібний та бронзовий призер Панамериканських ігор з вільної боротьби, дворазовий бронзовий призер Панамериканських ігор з греко-римської боротьби, чемпіон Ігор Співдружності з вільної боротьби, учасник Олімпійських ігор у змаганнях, як з вільної, так і з греко-римської боротьби.

## Життєпис
Боротьбою почав займатися з 1983 року. У 1987 році став срібним призером чемпіонату світу серед молоді як у вільній, так і у греко-римській боротьбі. Наступного року здобув бронзову медаль Кубку світу серед молоді. У 1989 році став бронзовим призером чемпіонату світу серед молоді.
Виступав за борцівський клуб Монреаля. Тренер — Віктор Зільберман.

## Спортивні результати на міжнародних змаганнях

### Виступи на Олімпіадах
| Змагання                    | Збірна | Вагова категорія                  | Місце |
| --------------------------- | ------ | --------------------------------- | ----- |
| Літні Олімпійські ігри 1992 | Канада | греко-римська боротьба, до 130 кг | 5     |
| Літні Олімпійські ігри 1996 | Канада | вільна боротьба, до 130 кг        | 14    |

### Виступи на Чемпіонатах світу
| Змагання                        | Збірна | Вагова категорія                  | Місце |
| ------------------------------- | ------ | --------------------------------- | ----- |
| Чемпіонат світу з боротьби 1989 | Канада | греко-римська боротьба, до 130 кг | 5     |
| Чемпіонат світу з боротьби 1990 | Канада | вільна боротьба, до 130 кг        | 9     |
| Чемпіонат світу з боротьби 1994 | Канада | греко-римська боротьба, до 130 кг | 13    |
| Чемпіонат світу з боротьби 1995 | Канада | греко-римська боротьба, до 130 кг | 9     |

### Виступи на Панамериканських чемпіонатах
| Змагання                                   | Збірна | Вагова категорія                  | Місце  |
| ------------------------------------------ | ------ | --------------------------------- | ------ |
| Панамериканський чемпіонат з боротьби 1990 | Канада | вільна боротьба, до 130 кг        | Бронза |
| Панамериканський чемпіонат з боротьби 1990 | Канада | греко-римська боротьба, до 130 кг | Срібло |
| Панамериканський чемпіонат з боротьби 1991 | Канада | греко-римська боротьба, до 130 кг | Бронза |
| Панамериканський чемпіонат з боротьби 1991 | Канада | вільна боротьба, до 130 кг        | Срібло |
| Панамериканський чемпіонат з боротьби 1992 | Канада | греко-римська боротьба, до 130 кг | Срібло |
| Панамериканський чемпіонат з боротьби 1992 | Канада | вільна боротьба, до 130 кг        | Срібло |

### Виступи на Панамериканських іграх
| Змагання                  | Збірна | Вагова категорія                  | Місце  |
| ------------------------- | ------ | --------------------------------- | ------ |
| Панамериканські ігри 1991 | Канада | вільна боротьба, понад 100 кг     | Срібло |
| Панамериканські ігри 1991 | Канада | греко-римська боротьба, до 130 кг | Бронза |
| Панамериканські ігри 1995 | Канада | вільна боротьба, до 130 кг        | Бронза |
| Панамериканські ігри 1995 | Канада | греко-римська боротьба, до 130 кг | Бронза |

### Виступи на Кубках світу
| Змагання                    | Збірна | Вагова категорія           | Місце |
| --------------------------- | ------ | -------------------------- | ----- |
| Кубок світу з боротьби 1994 | Канада | вільна боротьба, до 130 кг | 5     |
| Кубок світу з боротьби 1995 | Канада | вільна боротьба, до 130 кг | 5     |

### Виступи на Іграх Співдружності
| Змагання                | Збірна | Вагова категорія           | Місце  |
| ----------------------- | ------ | -------------------------- | ------ |
| Ігри Співдружності 1994 | Канада | вільна боротьба, до 130 кг | Золото |

### Виступи на інших змаганнях
| Змагання                                                             | Збірна | Вагова категорія           | Місце  |
| -------------------------------------------------------------------- | ------ | -------------------------- | ------ |
| Франкомовні ігри 1994                                                | Канада | вільна боротьба, до 130 кг | Золото |
| Панамериканський Олімпійський кваліфікаційний турнір з боротьби 1996 | Канада | вільна боротьба, до 130 кг | Бронза |

### Виступи на змаганнях молодших вікових груп
| Змагання                                      | Збірна | Вагова категорія                  | Місце  |
| --------------------------------------------- | ------ | --------------------------------- | ------ |
| Чемпіонат світу з боротьби серед юніорів 1986 | Канада | вільна боротьба, до 130 кг        | 5      |
| Чемпіонат світу з боротьби серед молоді 1987  | Канада | вільна боротьба, до 130 кг        | Срібло |
| Чемпіонат світу з боротьби серед молоді 1987  | Канада | греко-римська боротьба, до 130 кг | Срібло |
| Кубок світу з боротьби серед молоді 1988      | Канада | вільна боротьба, до 130 кг        | Бронза |
| Чемпіонат світу з боротьби серед молоді 1989  | Канада | греко-римська боротьба, до 130 кг | 10     |
| Чемпіонат світу з боротьби серед молоді 1989  | Канада | вільна боротьба, до 130 кг        | Бронза |